# Menosca vermiculata
Menosca vermiculata är en insektsart som beskrevs av Baker 1925. Menosca vermiculata ingår i släktet Menosca och familjen Lophopidae. Inga underarter finns listade i Catalogue of Life.